# Лейг, Жорж
Жорж Лейг (фр. Georges Leygues; 26 октября 1857, Вильнёв-сюр-Ло, департамент Ло и Гаронна, Франция — 2 сентября 1933, Париж, Франция) — французский политический деятель Третьей Республики.

## Биография
Жорж Лейг родился в Вильнёв-сюр-Ло (Аквитания, Франция).
Министр общественного развития и искусств Франции с 30 мая 1894 по 26 января 1895 года и с 1 ноября 1898 по 7 июня 1902 года.
Министр внутренних дел Франции с 26 января по 1 ноября 1895 года и с 13 декабря 1930 по 27 января 1931 года.
Министр колоний Франции с 14 марта по 25 октября 1906 года.
Морской министр Франции с 16 ноября 1917 по 20 января 1920 года, с 28 ноября 1925 по 19 июля 1926 года, с 23 июля 1926 по 21 февраля 1930 года и с 3 июня 1932 по 2 сентября 1933 года.
В период пребывания на посту морского министра работал с руководителем штаба военного-морского флота Франции адмиралом Анри Салон в неудачных попытках получить военно-морской приоритет перевооружения для финансирования правительством по армейскому перевооружению типа линии Мажино.
Премьер-министр Франции и министр иностранных дел Франции с 24 сентября 1920 по 16 января 1921 года.

## Кабинет министров Лейга (24 сентября 1920 — 16 января 1921)
- Жорж Лейг — председатель Совета министров и министр иностранных дел;
- Андре Лефевр — военный министр;
- Теодор Стег — министр внутренних дел;
- Фредерик Франсуа-Марсаль — министр финансов;
- Поль Журдэн — министр труда;
- Гюстав Л’Опитё — министр юстиции;
- Адольф Ландри — морской министр;
- Андре Оннора — министр общественного развития и искусств;
- Андре Мажино — министр военных пенсий, предоставлений и пособий;
- Жозеф Рикар — министр сельского хозяйства;
- Альбер Сарро — министр колоний;
- Ив Ле Троккер — министр общественных работ;
- Огюст Исаак — министр торговли и промышленности;
- Эмиль Ожье — министр освобожденных областей.

### Изменения
- 16 декабря 1920 — Фламиниус Рэберти наследует Лефевру как военный министр.

## Память
Два французских военных корабля были названы в честь Жоржа Лейга:
- лёгкий крейсер Жорж Лейг, участвовавший во Второй мировой войне;
- фрегат F70-типа Жорж Лейг на текущей службе.